# Verpillières
Verpillières è un comune francese di 181 abitanti situato nel dipartimento della Somme nella regione dell'Alta Francia.
Nel territorio del comune scorre l'Avre, affluente della Somme.

## Società

### Evoluzione demografica
Abitanti censiti